# Fuso sferico

Nella figura le due circonferenze massime sono evidenziate come linee nere sottili, mentre il perimetro del fuso sferico, la cui superficie è evidenziata in verde, è demarcato da linee nere più spesse. Oltre alle due lunule di angolo diedro θ, in questa figura sono visibili anche le due lunule di angolo diedro π-θ

In geometria, un fuso sferico è la parte di una superficie sferica delimitata da due semicirconferenze massime che si incontrano in punti antipodali. Sommando l'area dei due semicerchi massimi delimitati dalle suddette semicirconferenze a quella del fuso sferico, che in geometria sferica è un esempio di digono, {2}θ, con angolo diedro θ (detto "angolo diedro corrispondente al fuso"), si ottiene l'area totale dello spicchio sferico che esse racchiudono.

## Proprietà
Le circonferenze massime di una sfera sono le più grandi circonferenze che possono essere disegnate sulla superficie della sfera stessa; ognuna di esse divide la superficie della sfera in due parti uguali e due circonferenze massime si intersecano sempre in due poli opposti della sfera.
Un fuso sferico ha due piani di simmetria, così che esso può essere diviso in due fusi più piccoli e simmetrici aventi un angolo diedro della stessa ampiezza, oppure può essere diviso longitudinalmente da un piano equatoriale generando due triangoli sferici.

### Area

Un fuso sferico con angolo diedro pari a 2π radianti, {2}_{2π}

L'area di un fuso sferico è pari a 2θR2, dove R è il raggio della sfera e θ è l'angolo diedro tra le due semicirconferenze massime espresso in radianti, o a {\displaystyle {\frac {4\pi R^{2}\theta }{360^{\circ }}}}, se l'angolo diedro è espresso in gradi d'arco.
Quando l'angolo diedro è pari a 2π radianti (360°), ossia quando le due circonferenze massime si sovrappongono, il fuso tra le due semicirconferenza diventa, in geometria sferica, un monogono sferico e l'area della sua superficie diventa equivalente a quella della superficie sferica, ossia 4πR2.

## Osoedri
Un osoedro è la tassellatura di una sfera ottenuta utilizzando dei fusi sferici; un osoedro n-gonale, rappresentato in notazione di Schläfli come {2,n}, è dunque formato da n fusi equivalenti aventi un angolo diedro pari a π/n radianti. Un n-osoedro ha simmetria diedrale di tipo Dnh, [n,2], (*22n) di ordine 4n (ossia una simmetria prismatica), mentre ogni singolo fuso ha simmetria ciclica di tipo C2v, [2], (*22) di ordine 4.
Ogni osoedro può essere diviso con una bisezione equatoriale in modo da ottenere da ogni fuso sferico due triangoli sferici.
| n                         | 2 | 3 | 4 | 5 | 6 | 7 | 8 | 9 | 10 |
| ------------------------- | - | - | - | - | - | - | - | - | -- |
| Osoedri                   |   |   |   |   |   |   |   |   |    |
| Tassellatura bipiramidale |   |   |   |   |   |   |   |   |    |

## Astronomia

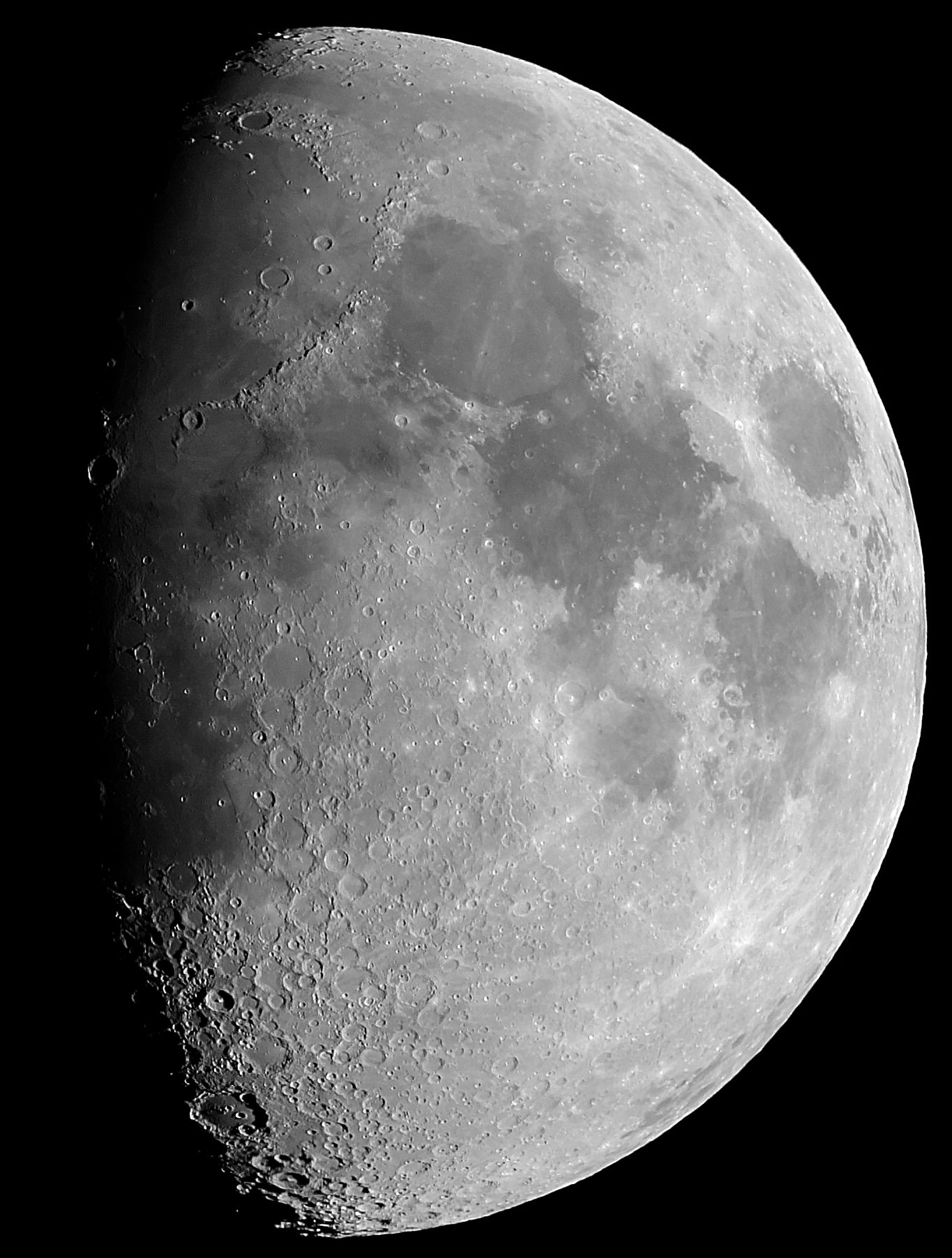
Le fasi lunari fanno sì che i fusi sferici possano essere percepiti come l'intersezione di un semicerchio e una semiellisse.

La porzione illuminata della faccia lunare visibile dalla Terra è un fuso sferico. La prima delle due circonferenze massime che si intersecano è il terminatore che delimita la parte della Luna illuminata dal Sole dalla parte in ombra, la seconda circonferenza è invece il terminatore che separa la faccia della Luna visibile dalla Terra da quella non visibile.

## Fusin-sferici

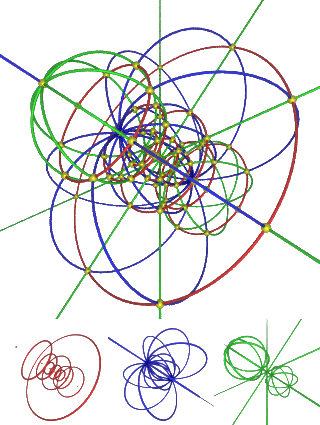
Proiezione stereografica dei paralleli (in rosso), dei meridiani (in blu) e degli ipermeridiani (in verde) di una 3-sfera. I fusi sono presenti tra le coppie di archi di meridiano.

Oltre che su una 2-sfera, comunemente chiamata solamente "sfera", i fusi possono essere definiti su superfici sferiche a più dimensioni.
In uno spazio euclideo 4-dimensionale, una 3-sfera, che è l'equivalente di una 2-sfera in uno spazio tridimensionale, contiene fusi sferici che sono un esempio di digono regolare {2}θ,φ, dove θ e φ sono i due angoli diedri.
L'osotopo (ossia l'analogo multidimensionale di un osoedro) regolare {2,p,q} di una 3-sfera ha facce digonali, {2}2π/p,2π/q, dove la sua figura al vertice è un solido platonico sferico, {p,q}. Ogni vertice di {p,q} definisce un bordo nell'osotopo e coppie adiacenti di quei bordi definiscono facce a forma di fuso. O, più specificatamente, l'osotopo regolare {2,4,3} ha 2 vertici, 8 bordi ad arco di 180° in un cubo {4,3}, figura al vertice tra i due vertici, 12 facce a forma di fuso 3-sferico {2}π/4,π/3 fra coppie di bordi adiacenti, e sei celle osoedriche {2,p}π/3.